# Модул за центрифугу (ИСС)
Модул за центрифугу (ИСС) (Centrifuge Accommodations Module (CAM)) омогућује контролисану гравитацију за експерименте и има могућности да:
- Да изложи биолошке узорке утицају нивоа гравитације од 0.01g до 2g.
- Истовремено омогући употребу два нивоа вештачке гравитације.
- Омогући услове са смањеним g и повећаним g условима за истраживање утицаја промењене гравитације као и прагова осетљивости на гравитацију.
- Омогући услове са смањеним g и повећаним g условима за истраживање утицаја бремена трајања промењене гравитације.
- Омогући симулиране земаљске услове на Међународној Свемирској станици како би се изоловали утицају микрогравитације на узорке.
- Омогући симулиране земаљске услове на Међународној Свемирској станици како експериментални узорци опоравили од утицаја микрогравитације.
- Омогући држање контролних узорака на 1g.

Модул за центрифугу се спаја на Чвор 2 Међународне Свемирске станице.